# Snibb (huvudbonad)

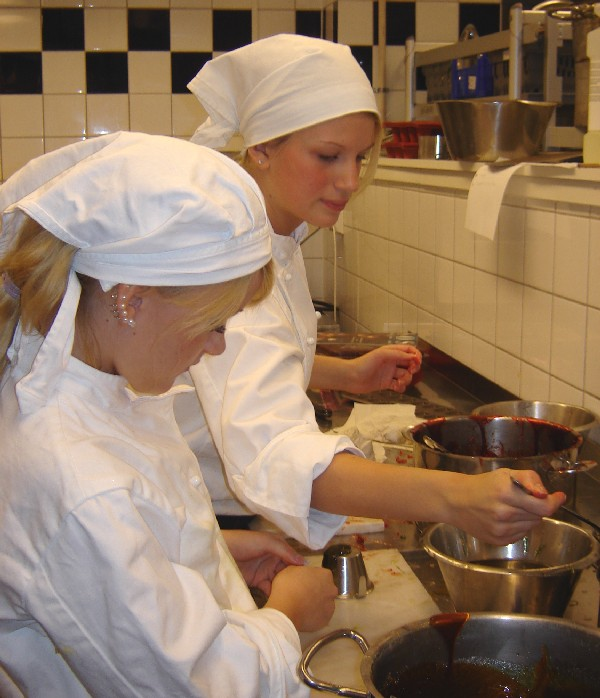
Kvinnor med snibb som arbetar i kök.

En snibb är en traditionellt kvinnlig huvudbonad av tyg, som fästs på huvudet så att den bildar flera flikar. Ursprungligen kunde det även syfta på ett löst spetsstycke som fästes vid en annan huvudbonad. Moderna kökssnibbar är oftast trekantiga och fästs i nacken och kallas kökssnibb. 
En snibb används som arbetsplagg för att skydda håret och för hindra att det kommer i kontakt med exempelvis livsmedel. Eftersom det är ett arbetsplagg är den ofta enfärgad eller enkelt mönstrad och tillverkad i ett något tjockare material. Den bärs numera ibland även av män. En sjalett är en liknande huvudbonad, men brukar vara mer färgglad och tillverkad i tunnare material.